# Einblütiges Winterblatt
Das Einblütige Winterblatt (Shortia uniflora) ist eine Pflanzenart aus der Gattung Shortia in der Familie der Diapensiaceae.

## Merkmale

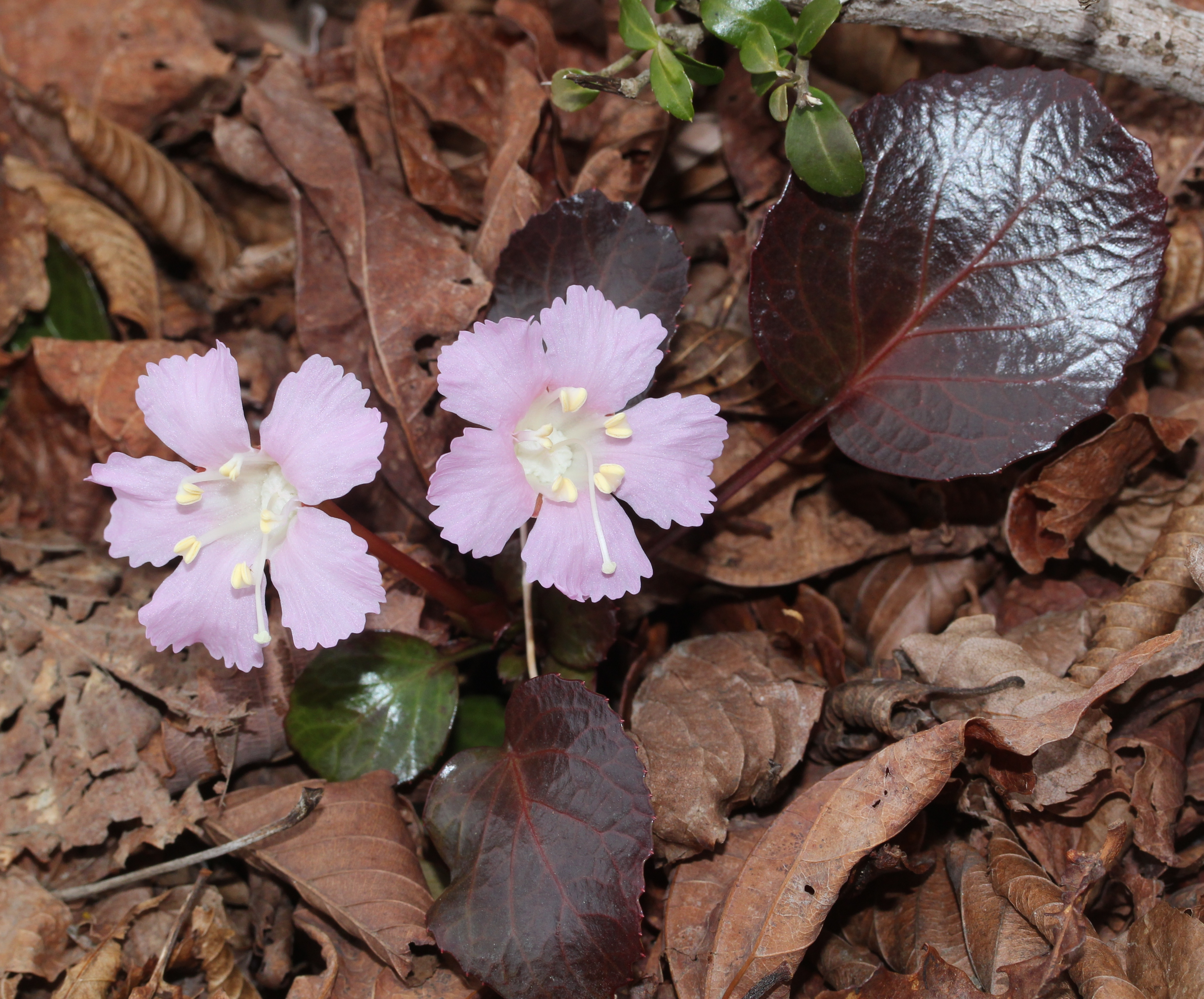
Einblütiges Winterblatt (Shortia uniflora)

Das Einblütige Winterblatt ist eine immergrüne, ausdauernde, krautige Pflanze, die Wuchshöhen bis 15 Zentimeter erreicht. Die Blattspreite ist kreisförmig, am Grund herzförmig und 2 bis 7 Zentimeter lang und breit. Die Krone ist rosa gefärbt und hat einen Durchmesser von 2,5 bis 3 Zentimeter. Die Staubfäden sind viel länger als die Staubbeutel.
Die Blütezeit reicht von April bis Mai.

## Vorkommen
Das Einblütige Winterblatt kommt in Japan in Honshu auf Felshängen und in schattigen Wäldern in Höhenlagen von 200 bis 600 Meter vor.

## Nutzung
Das Einblütige Winterblatt wird selten als Zierpflanze für Rhododendron-Bestände und Steingärten genutzt.

## Systematik
Shortia uniflora bildet mit Shortia galacifolia die Hybride Shortia × intertexta Marchant.

## Belege
- Eckehardt J. Jäger, Friedrich Ebel, Peter Hanelt, Gerd K. Müller (Hrsg.): Rothmaler Exkursionsflora von Deutschland. Band 5: Krautige Zier- und Nutzpflanzen. Spektrum Akademischer Verlag, Berlin Heidelberg 2008, ISBN 978-3-8274-0918-8.